# Synargis odites
Synargis odites is een vlindersoort uit de familie van de prachtvlinders (Riodinidae), onderfamilie Riodininae.
Synargis odites werd in 1775 beschreven door Cramer.